# مات هيوز
مات هيوز (بالإنجليزية: Matt Hughes)‏ هو مجدف أمريكي، ولد في 2 أكتوبر 1981 في لودينغتون في الولايات المتحدة.

## وصلات خارجية
- مات هيوز على موقع الاتحاد الدولي للتجديف (الإنجليزية)
- مات هيوز على موقع أوليمبيديا (الإنجليزية)